# Andrzej Waśniewski
Andrzej Waśniewski (ur. 2 października 1957 w Jeleniej Górze) – polski pianista rozrywkowy, organista, keyboardzista, gitarzysta i kontrabasista.

## Życiorys
Już jako dziecko pobierał prywatne lekcje gry na fortepianie. Przez rok uczęszczał do klasy kontrabasu Państwowej Szkoły Muzycznej II st. W latach 70. i 80. grał w zakładanych przez siebie zespołach amatorskich. Najchętniej porusza się w obrębie, takich stylów muzycznych, jak: jazz, blues, funk, rhythm and blues i etno. Od 1983 roku rozpoczął profesjonalną karierę muzyczną i od tego czasu współpracował głównie z krajową czołówką, tzn. z wykonawcami, reprezentującymi przeróżne gatunki muzyczne – tj. m.in.: Krystyna Prońko, Irena Jarocka, Karin Stanek, Maciej Balcar & Koniec Świata, Piotr Baron, Piotr Wojtasik, Marcin Pospieszalski, Wojciech Karolak, Carlos Johnson, Roman Puchowski czy Sławomir Wierzcholski, oraz z zespołami: Spirituals Singers Band (1985–1993), Wanted Friends (1993–1996), Joint Venture pod kier. Włodzimierza Krakusa (wziął udział w nagraniu albumu Kto to wie? z 1996), The Crackers (2000–2003), HooDoo Band, Swawolny Dyzio czy z czeską formacją -123 min.. W latach 2000–2002 grał w projekcie Leszka Cichońskiego Blues – Rock Guitar Workshop. Jako pianista formacji The Crackers i HooDoo Band, brał wraz z nimi udział w festiwalach KFPP Opolu, Sopot Festivalu, Jazz Jamboree i Jazz nad Odrą. Nagrał ok. 30 płyt jako zaproszony gość, pianista poszczególnych zespołów, a także jako producent muzyczny lub współproducent. Wziął m.in. udział w nagraniu solowego albumu Jacka Krzaklewskiego pt. Dużo kurzu (2004), który w 2012 roku miał swoją poszerzoną reedycję, zatytułowaną Jeszcze więcej kurzu.
W 2002 roku założył acid-jazzowy zespół Cool Blue, z którym wielokrotnie koncertował m.in. w Czechach. Ponadto współtworzy formację Funky New Orleans i współpracuje z bluesową grupą Outsider oraz z polsko-czeskim zespołem etno-jazzowym ELjazzER (razem z wokalistką Niną Stiller, grupa nagrała album pt. Kesher). Pianista od lat funkcjonuje także w nurcie muzyki chrześcijańskiej, współpracując z zespołami: Votum, Oweyo, Deus Meus, Przystanek Jezus, Wrocławska Diakonia Muzyczna. Prowadził też własną grupę Andy.W + B. & S. Wielokrotnie brał udział w akcjach ewangelizacyjnych i oprawie znacznych uroczystości religijnych. Obecnie współpracuje z chórem o. Andrzeja Bujnowskiego „OP – Adalbertus”. Bierze też udział w jam sessions we wrocławskim klubie Liverpool, którego właścicielem jest W. Krakus.
Grał i gra na: fortepianach elektrycznych: Yamaha CP-25, Fender Rhodes 73 Mark II; syntezatorach: Siel Orchestra 2, Roland D-50, Ensoniq VFX, Yamaha CS1X, Clavia Nord Electro 2, Korg MicroKorg Vocoder; Organach: Hammond L 100P.